# Едуард Кауделла
Едуард Кауделла (рум. Eduard Caudella; нар. 3 червня 1841, Ясси,— пом. 15 квітня 1924, там само) — румунський композитор, автор першої румунської народно-героїчної опери «Петру Рареш», присвяченої драматичному життю господаря Молдови XVI століття. Також відомий як диригент, скрипаль і піаніст.

## Життєпис
Едуард Кауделла народився 3 червня 1841 року в Яссах, де його батько, віолончеліст Франц Серафим Кауделла (нар. 28 грудня 1812 — пом. 26 січня 1868) був директором консерваторії. Вивчав гру на скрипці у Жана Дельфена Аляра, Ламбера Жозефа Массара та Анрі В'єтана.
У 1861 році став викладачем гри на скрипці при консерваторії в Яссах, 1892-1901 був її директором.